# 12e étape du Tour d'Italie 2015
Pour un article plus général, voir Tour d'Italie 2015.
La 12e étape du Tour d'Italie 2015 s'est déroulée le jeudi 21 mai 2015. Elle part de Imola et arrive à Vicence après 190 km.

## Parcours
Cette douzième étape se déroule sous la forme d'une étape en ligne entre Imola et Vicence. Elle est classée moyenne montagne par les organisateurs, le parcours comprend trois côtes ou cols classées en quatrième (Castelnuovo (km 136,1), Vicence (km 190) ) et troisième catégorie (Montecchia di Crosara (km 163,1) ).

## Résultats

### Classement de l'étape
| Classement de l'étape | Classement de l'étape | Classement de l'étape | Classement de l'étape | Classement de l'étape |
|                       | Coureur               | Pays                  | Équipe                | Temps                 |
| --------------------- | --------------------- | --------------------- | --------------------- | --------------------- |
| 1er                   | Philippe Gilbert      | Belgique              | BMC Racing            | en 4 h 22 min 50 s    |
| 2e                    | Alberto Contador      | Espagne               | Tinkoff-Saxo          | + 3 s                 |
| 3e                    | Diego Ulissi          | Italie                | Lampre-Merida         | + 3 s                 |
| 4e                    | Simon Geschke         | Allemagne             | Giant-Alpecin         | + 3 s                 |
| 5e                    | Enrico Battaglin      | Italie                | Bardiani CSF          | + 3 s                 |
| 6e                    | Paolo Tiralongo       | Italie                | Astana                | + 3 s                 |
| 7e                    | Ion Izagirre          | Espagne               | Movistar              | + 6 s                 |
| 8e                    | Carlos Betancur       | Colombie              | AG2R La Mondiale      | + 6 s                 |
| 9e                    | Jurgen Van den Broeck | Belgique              | Lotto-Soudal          | + 6 s                 |
| 10e                   | Mikel Landa           | Espagne               | Astana                | + 6 s                 |
| modifier              |                       |                       |                       |                       |

### Points attribués
|   | Cycliste           | Nat       | Équipe                      | Pts | Bonif |
| - | ------------------ | --------- | --------------------------- | --- | ----- |
| 1 | Enrico Barbin      | Italie    | Bardiani CSF                | 20  | 3 s   |
| 2 | Patrick Gretsch    | Allemagne | AG2R La Mondiale            | 12  | 2 s   |
| 3 | Davide Appollonio  | Italie    | Androni Giocattoli-Sidermec | 8   | 1 s   |
| 4 | Nick van der Lijke | Pays-Bas  | Lotto NL-Jumbo              | 6   |       |
| 5 | Kenny Elissonde    | France    | FDJ                         | 4   |       |
| 6 | Elia Viviani       | Italie    | Sky                         | 3   |       |
| 7 | Giacomo Nizzolo    | Italie    | Trek Factory Racing         | 2   |       |
| 8 | Nicola Boem        | Italie    | Bardiani CSF                | 1   |       |

|   | Cycliste           | Nat       | Équipe                      | Pts | Bonif |
| - | ------------------ | --------- | --------------------------- | --- | ----- |
| 1 | Nick van der Lijke | Pays-Bas  | Lotto NL-Jumbo              | 20  | 3 s   |
| 2 | Enrico Barbin      | Italie    | Bardiani CSF                | 12  | 2 s   |
| 3 | Davide Appollonio  | Italie    | Androni Giocattoli-Sidermec | 8   | 1 s   |
| 4 | Patrick Gretsch    | Allemagne | AG2R La Mondiale            | 6   |       |
| 5 | Kenny Elissonde    | France    | FDJ                         | 4   |       |
| 6 | Nicola Ruffoni     | Italie    | Bardiani CSF                | 3   |       |
| 7 | Elia Viviani       | Italie    | Sky                         | 2   |       |
| 8 | Giacomo Nizzolo    | Italie    | Trek Factory Racing         | 1   |       |

| - Sprint final de Vicence (km 190) \| \| Cycliste \| Nat \| Équipe \| Points \| Bonif \| \| -- \| --------------------- \| --------- \| ----------------- \| ------ \| ----- \| \| 1 \| Philippe Gilbert \| Belgique \| BMC Racing \| 50 \| 10 s \| \| 2 \| Alberto Contador \| Espagne \| Tinkoff-Saxo \| 35 \| 6 s \| \| 3 \| Diego Ulissi \| Italie \| Lampre-Merida \| 25 \| 4 s \| \| 4 \| Simon Geschke \| Allemagne \| Giant-Alpecin \| 18 \| \| \| 5 \| Enrico Battaglin \| Italie \| Bardiani CSF \| 14 \| \| \| 6 \| Paolo Tiralongo \| Italie \| Astana \| 12 \| \| \| 7 \| Ion Izagirre \| Espagne \| Movistar \| 10 \| \| \| 8 \| Carlos Betancur \| Colombie \| AG2R La Mondiale \| 8 \| \| \| 9 \| Jurgen Van den Broeck \| Belgique \| Lotto-Soudal \| 7 \| \| \| 10 \| Mikel Landa \| Espagne \| Astana \| 6 \| \| \| 11 \| Rigoberto Urán \| Colombie \| Etixx-Quick Step \| 5 \| \| \| 12 \| Richie Porte \| Australie \| Sky \| 4 \| \| \| 13 \| Davide Formolo \| Italie \| Cannondale-Garmin \| 3 \| \| \| 14 \| Damiano Caruso \| Italie \| BMC Racing \| 2 \| \| \| 15 \| Giovanni Visconti \| Italie \| Movistar \| 1 \| \| |                       |           |                   |        |       |
| | Cycliste              | Nat       | Équipe            | Points | Bonif |
| 1 | Philippe Gilbert      | Belgique  | BMC Racing        | 50     | 10 s  |
| 2 | Alberto Contador      | Espagne   | Tinkoff-Saxo      | 35     | 6 s   |
| 3 | Diego Ulissi          | Italie    | Lampre-Merida     | 25     | 4 s   |
| 4 | Simon Geschke         | Allemagne | Giant-Alpecin     | 18     |       |
| 5 | Enrico Battaglin      | Italie    | Bardiani CSF      | 14     |       |
| 6 | Paolo Tiralongo       | Italie    | Astana            | 12     |       |
| 7 | Ion Izagirre          | Espagne   | Movistar          | 10     |       |
| 8 | Carlos Betancur       | Colombie  | AG2R La Mondiale  | 8      |       |
| 9 | Jurgen Van den Broeck | Belgique  | Lotto-Soudal      | 7      |       |
| 10 | Mikel Landa           | Espagne   | Astana            | 6      |       |
| 11 | Rigoberto Urán        | Colombie  | Etixx-Quick Step  | 5      |       |
| 12 | Richie Porte          | Australie | Sky               | 4      |       |
| 13 | Davide Formolo        | Italie    | Cannondale-Garmin | 3      |       |
| 14 | Damiano Caruso        | Italie    | BMC Racing        | 2      |       |
| 15 | Giovanni Visconti     | Italie    | Movistar          | 1      |       |

### Cols et côtes
|   | Cycliste        | Pays      | Équipe           | Points |
| - | --------------- | --------- | ---------------- | ------ |
| 1 | Simon Geschke   | Allemagne | Giant-Alpecin    | 3      |
| 2 | Beñat Intxausti | Espagne   | Movistar         | 2      |
| 3 | Carlos Betancur | Colombie  | AG2R La Mondiale | 1      |

|   | Cycliste          | Pays     | Équipe           | Points |
| - | ----------------- | -------- | ---------------- | ------ |
| 1 | Beñat Intxausti   | Espagne  | Movistar         | 7      |
| 2 | Carlos Betancur   | Colombie | AG2R La Mondiale | 4      |
| 3 | Giovanni Visconti | Italie   | Movistar         | 2      |
| 4 | Alberto Contador  | Espagne  | Tinkoff-Saxo     | 1      |

| - Vicence, 4e catégorie (km 190) \| \| Cycliste \| Pays \| Équipe \| Points \| \| - \| ---------------- \| -------- \| ------------- \| ------ \| \| 1 \| Philippe Gilbert \| Belgique \| BMC Racing \| 3 \| \| 2 \| Alberto Contador \| Espagne \| Tinkoff-Saxo \| 2 \| \| 3 \| Diego Ulissi \| Italie \| Lampre-Merida \| 1 \| |                  |          |               |        |
| | Cycliste         | Pays     | Équipe        | Points |
| 1 | Philippe Gilbert | Belgique | BMC Racing    | 3      |
| 2 | Alberto Contador | Espagne  | Tinkoff-Saxo  | 2      |
| 3 | Diego Ulissi     | Italie   | Lampre-Merida | 1      |

### Classement au temps par équipes
| Classement par équipes au temps | Classement par équipes au temps | Classement par équipes au temps | Classement par équipes au temps |
|                                 | Équipe                          | Pays                            | Temps                           |
| ------------------------------- | ------------------------------- | ------------------------------- | ------------------------------- |
| 1re                             | BMC Racing                      | États-Unis                      | en 13 h 8 min 47 s              |
| 2e                              | Astana                          | Kazakhstan                      | + 3 s                           |
| 3e                              | Movistar                        | Espagne                         | + 6 s                           |
| modifier                        |                                 |                                 |                                 |

### Classement aux points par équipes
| Classement par équipes aux points | Classement par équipes aux points | Classement par équipes aux points | Classement par équipes aux points | Classement par équipes aux points |
|                                   | Équipes                           | Pays                              |                                   | Point(s)                          |
| --------------------------------- | --------------------------------- | --------------------------------- | --------------------------------- | --------------------------------- |
| 1re                               | BMC Racing                        | États-Unis                        |                                   | 52                                |
| 2e                                | Tinkoff-Saxo                      | Russie                            |                                   | 35                                |
| 3e                                | Bardiani CSF                      | Italie                            |                                   | 27                                |
| modifier                          |                                   |                                   |                                   |                                   |

## Classements à l'issue de l'étape

### Classement général
| Classement final général | Classement final général | Classement final général | Classement final général | Classement final général |
|                          | Coureur                  | Pays                     | Équipe                   | Temps                    |
| ------------------------ | ------------------------ | ------------------------ | ------------------------ | ------------------------ |
| 1er                      | Alberto Contador         | Espagne                  | Tinkoff-Saxo             | en 51 h 17 min 6 s       |
| 2e                       | Fabio Aru                | Italie                   | Astana                   | + 17 s                   |
| 3e                       | Mikel Landa              | Espagne                  | Astana                   | + 55 s                   |
| 4e                       | Dario Cataldo            | Italie                   | Astana                   | + 1 min 30 s             |
| 5e                       | Roman Kreuziger          | Tchéquie                 | Tinkoff-Saxo             | + 1 min 55 s             |
| 6e                       | Rigoberto Urán           | Colombie                 | Etixx-Quick Step         | + 2 min 19 s             |
| 7e                       | Giovanni Visconti        | Italie                   | Movistar                 | + 2 min 21 s             |
| 8e                       | Damiano Caruso           | Italie                   | BMC Racing               | + 2 min 29 s             |
| 9e                       | Andrey Amador            | Costa Rica               | Movistar                 | + 2 min 38 s             |
| 10e                      | Leopold König            | Tchéquie                 | Sky                      | + 2 min 44 s             |
| modifier                 |                          |                          |                          |                          |

### Classement par points
| Classement par points | Classement par points | Classement par points | Classement par points | Classement par points |
| --------------------- | --------------------- | --------------------- | --------------------- | --------------------- |
|                       | Coureur               | Pays                  | Équipe                | Point(s)              |
| 1er                   | Nicola Boem           | Italie                | Bardiani CSF          | 102 points            |
| 2e                    | Elia Viviani          | Italie                | Sky                   | 89 pts                |
| 3e                    | André Greipel         | Allemagne             | Lotto-Soudal          | 85 pts                |
| 4e                    | Philippe Gilbert      | Belgique              | BMC Racing            | 81 pts                |
| 5e                    | Diego Ulissi          | Italie                | Lampre-Merida         | 75 pts                |
| modifier              |                       |                       |                       |                       |

### Classement du meilleur grimpeur
| Classement du meilleur grimpeur | Classement du meilleur grimpeur | Classement du meilleur grimpeur | Classement du meilleur grimpeur | Classement du meilleur grimpeur |
| ------------------------------- | ------------------------------- | ------------------------------- | ------------------------------- | ------------------------------- |
|                                 | Coureur                         | Pays                            | Équipe                          | Point(s)                        |
| 1er                             | Beñat Intxausti                 | Espagne                         | Movistar                        | 61 points                       |
| 2e                              | Simon Geschke                   | Allemagne                       | Giant-Alpecin                   | 53 pts                          |
| 3e                              | Carlos Betancur                 | Colombie                        | AG2R La Mondiale                | 46 pts                          |
| 4e                              | Steven Kruijswijk               | Pays-Bas                        | Lotto NL-Jumbo                  | 43 pts                          |
| 5e                              | Paolo Tiralongo                 | Italie                          | Astana                          | 23 pts                          |
| modifier                        |                                 |                                 |                                 |                                 |

### Classement du meilleur jeune
| Classement du meilleur jeune | Classement du meilleur jeune | Classement du meilleur jeune | Classement du meilleur jeune | Classement du meilleur jeune |
|                              | Coureur                      | Pays                         | Équipe                       | Temps                        |
| ---------------------------- | ---------------------------- | ---------------------------- | ---------------------------- | ---------------------------- |
| 1er                          | Fabio Aru                    | Italie                       | Astana                       | en 51 h 17 min 23 s          |
| 2e                           | Davide Formolo               | Italie                       | Cannondale-Garmin            | + 2 min 53 s                 |
| 3e                           | Esteban Chaves               | Colombie                     | Orica-GreenEDGE              | + 40 min 52 s                |
| 4e                           | Jan Polanc                   | Slovénie                     | Lampre-Merida                | + 46 min 48 s                |
| 5e                           | Francesco Manuel Bongiorno   | Italie                       | Bardiani CSF                 | + 58 min 7 s                 |
| modifier                     |                              |                              |                              |                              |

### Classements par équipes

#### Classement au temps
| Classement par équipes au temps | Classement par équipes au temps | Classement par équipes au temps | Classement par équipes au temps |
|                                 | Équipe                          | Pays                            | Temps                           |
| ------------------------------- | ------------------------------- | ------------------------------- | ------------------------------- |
| 1re                             | Astana                          | Kazakhstan                      | en 153 h 12 min 52 s            |
| 2e                              | BMC Racing                      | États-Unis                      | + 6 min 14 s                    |
| 3e                              | Sky                             | Royaume-Uni                     | + 6 min 39 s                    |
| modifier                        |                                 |                                 |                                 |

#### Classement aux points
| Classement par équipes aux points | Classement par équipes aux points | Classement par équipes aux points | Classement par équipes aux points | Classement par équipes aux points |
|                                   | Équipes                           | Pays                              |                                   | Point(s)                          |
| --------------------------------- | --------------------------------- | --------------------------------- | --------------------------------- | --------------------------------- |
| 1re                               | Astana                            | Kazakhstan                        |                                   | 287                               |
| 2e                                | Orica-GreenEDGE                   | Australie                         |                                   | 201                               |
| 3e                                | Movistar                          | Espagne                           |                                   | 195                               |
| modifier                          |                                   |                                   |                                   |                                   |

## Abandons
- 47 -  Stefan Küng (BMC Racing) : abandon
- 53 -  Jarosław Marycz (CCC Sprandi Polkowice) : abandon
- 141 -  Manuel Belletti (Southeast) : abandon